# Lomas Verdes, Xalapa
Lomas Verdes är en ort i Mexiko.   Den ligger i kommunen Xalapa och delstaten Veracruz, i den sydöstra delen av landet, 230 km öster om huvudstaden Mexico City. Lomas Verdes ligger 1 315 meter över havet och antalet invånare är 6 583.
Terrängen runt Lomas Verdes är kuperad österut, men västerut är den platt. Runt Lomas Verdes är det tätbefolkat, med 331 invånare per kvadratkilometer. Närmaste större samhälle är Xalapa, 4,1 km nordväst om Lomas Verdes. I omgivningarna runt Lomas Verdes växer huvudsakligen savannskog.